# Cissus ursina
Cissus ursina är en vinväxtart som beskrevs av J. A. Lombardi. Cissus ursina ingår i släktet Cissus och familjen vinväxter. Inga underarter finns listade i Catalogue of Life.